# Курбанова, Махмузар Юсиф кызы
Махмузар Юсиф кызы Курбанова (азерб. Mahmuzər Yusif qızı Qurbanova; род. 1937, Казахский район — 1983) — советский азербайджанский животновод, доярка Говсанского молочно-овощного совхоза Апшеронского района Азербайджанской ССР Герой Социалистического Труда (1982).

## Биография
Родилась в 1937 году в семье крестьянина в селе Ашагы-Аскипара Казахского района.
Начала трудовую деятельность в 1958 году рабочей Апшеронского свиноводческого совхоза. С 1961 года доярка Говсанского молочно-овощного совхоза. Махмузар Курбанова первой в республике приняла вызов эстонской доярки Лейды Пейпс, заключавшийся в увеличении надоев до 1000 центнеров. В хозяйстве Курбановой содержалось в хороших условиях 25 коров, их уход и питание были качественно спланированы. В 1981 году Махмузар Курбанова надоила с каждой коровы 6202 килограмма молока, вместо плановых 4400, и продала государству 1550 центнеров молока, вместо плановых 1100. В этом же году в Апшеронском районе установлены рекорды по животноводческой продукции, в числе которых 18 тысяч литров молока, в данном результате немалую роль сыграл и труд передовой доярки. Курбанова проявила себя как опытная доярка, знавшая все секреты своей профессии и всегда была готова помочь молодым дояркам, «школу Махмузар» прошли доярки Шовкет Джалилова, Нэнэгюль Алиева, Джаган Гасанова, Алманиса Мирзоева, которые получали надои от 5000 килограмм.
Указом Президиума Верховного Совета СССР от 10 марта 1982 года за достижение высоких результатов и трудовой героизм, проявленный в выполнении планов и социалистических обязательств по увеличению производства и продажи государству хлопка, винограда, овощей и других сельскохозяйственных продуктов в 1981 году, Курбановой Махмузар Юсиф кызы присвоено звание Героя Социалистического Труда с вручением ордена Ленина и золотой медали «Серп и Молот».
Заслуженный животновод Азербайджанской ССР. Кавалер четырех орденов Ленина (1971, 1973, 1976 и 1982). Награждена почётным дипломом ВДНХ.
Активно участвовала в общественно-политической жизни страны. Депутат Верховного Совета Азербайджанской ССР девятого и десятого созывов, в ВС 9-го созыва избрана от Джейранбатанского избирательного округа № 168. Член КПСС с 1968 года. Член ревизионной комиссии КП республики.